# West Perth Football Club
Il West Perth Football Club, soprannominata Falcons (in italiano “I Falchi”), è un club di football australiano di Joondalup, sobborgo situato nell'area metropolitana di Perth, nell'Australia Occidentale. West Perth partecipa al campionato West Australian Football League (WAFL) ed è il più antico club di football australiano esistente nell'Australia Occidentale.  Originariamente situato nello stadio Leederville Oval, la squadra è stata trasferita nel 1994 all'Arena Joondalup, un complesso sportivo nei sobborghi nord di Perth. L'inno della squadra è "It's a Grand Old Flag" ("È una grande vecchia bandiera”) e la sua rivale storica è la squadra East Perth.

## Storia
Il Victorian Football Club venne fondato il 2 maggio 1885 durante un incontro. La nuova squadra doveva giocare le sue partite al Recreation Ground (ora Esplanade Reserva) e indossare i colori rosso cardinale e blu marino.  Due settimane dopo la formazione del nuovo club è nato il campionato West Australian Football League (WAFA) insieme alle squadre Rover e Fremantle. I tre club, insieme a High School (ora Hale School) dovevano giocare durante la stagione del 1885, tuttavia High School si ritirò dopo appena due incontri.
Il West Australian Football Club è stato fondato nel 1886 ed è stato ammesso al campionato per la stagione 1887. Nel corso di un incontro tra i due club il 16 aprile 1889 è stato unanimemente deciso di fondere i due club - West Australian e Victorians (I vittoriani) - in un unico club noto come il Metropolitan Football Club per la stagione 1889. I colori del West Australian, il nero e il rosso, furono mantenuti per il nuovo club. La squadra ha cambiato il suo nome in West Perth, dopo due stagioni come Metropolitans e nel 1897 ha vinto la prima divisione.
Nel 1915 il team è diventato l'inquilino ufficiale dello stadio Leederville Oval di recente costruzione, rimanendo lì fino al 1993, trasferendosi poi a Joondalup per giocare all' Arena Joondalup a partire dalla stagione 1994. Dopo il trasferimento i Falcons hanno goduto di un relativo successo con quattro vittorie in prima divisione in sette finali, la più recente nel 2013.

## Inno della squadra
"It's a Grand Old Flag" ("È una grande vecchia bandiera")
È una grande vecchia bandiera si tratta di una bandiera che vola ad alta quota,
È l'emblema per me e per te,
È l'emblema della squadra che amiamo,
Il team rosso e blu,
Ogni cuore batte davvero per il rosso e il blu,
E cantiamo questa canzone a voi,
Se il vecchio ricordo sarà dimenticato,
Tenere d'occhio il rosso e il blu ...